# 杀手阿一
《殺手阿一》（日语：殺し屋１）是日本漫畫家山本英夫的漫画作品。之後陸續改編為電影、OVA作品，標題即為主角的名字。2001年，導演三池崇史依據本作，改編拍攝為電影《殺手阿一》。

## 劇情簡介
在新宿歌舞伎町內，有一座稱為「流氓公寓」的大樓，大樓內住滿黑幫份子和地下世界成員。某日「安生組」組長安生芳雄與其情婦突然離奇失蹤，一筆三億日元的鉅款亦隨之下落不明，幫會內多數人都認為安生和情婦捲款潛逃，但跟隨安生多年的副手垣原卻認為圈內有人為了錢財而殺掉安生。
之後垣原與其手下用種種殘酷手法拷問其他敵對幫派成員，並引起組織戰爭。但垣原想不到，這一切都是由神秘的「大叔」和惡鬼一般的殺手「阿一」所策畫安排...。

## 主要登場人物

### 城石一
即「殺手阿一」，22歲，在五金工廠工作。性格懦弱，常被欺負。記憶中慘痛的中學時代霸凌回憶令他難以忘記並深感痛苦；遇上大叔之後，大叔以催眠等手法誘發他成為殘酷殺手，並受大叔控制。腳力驚人、踢擊強大，亦學習空手道（但多年來自願只綁白帶）。身穿特製的專屬防彈甲衣，擅長用腿法踢擊加上鞋跟裝有金屬利刃的特製金屬鞋殺人，此時會進入極端病態、扭曲、殘暴且興奮之精神狀態；其兇殘腿法常會使敵人死無全屍。行凶時會像小孩子般嚎啕大哭，腦中同時浮現中學時被欺凌的痛苦情景。

### 垣原雅雄
黑幫「安生組」的二頭目，組長安生死後便成為掌握實權的首腦。性情冷血乖戾、病態殘暴；不畏甚至喜歡疼痛，亦熱愛痛苦、暴力和施虐，虐待狂兼被虐狂，追求「痛苦的極致」。擁有怪力，以細長尖銳的金屬長針作為個人武器，擅以各種殘忍變態的方式和手段虐待、拷問甚至虐殺敵人，並以此為樂。

### 大叔
本名和年齡不詳，真實身份和動機等相關背景資訊一切成謎；操縱阿一的幕後黑手，企圖消滅流氓公寓內的黑幫並控制新宿。老謀深算、冷酷無情，將所有人玩弄於股掌之上，犧牲或殺死任何人都在所不惜。身形矮小而外表蒼老，肌肉卻極致發達強健，力氣異常強大，擅長催眠。曾聲稱自己其實只有30歲，外表蒼老的原因自言是因為做過整容手術。

## 出版書籍
| 冊數 | 小學館        | 小學館             |
| 冊數 | 發售日期      | ISBN               |
| ---- | ------------- | ------------------ |
| 1    | 1998年6月5日  | ISBN 4-09-151512-6 |
| 2    | 1998年10月5日 | ISBN 4-09-151513-4 |
| 3    | 1999年2月5日  | ISBN 4-09-151514-2 |
| 4    | 1999年5月1日  | ISBN 4-09-151515-0 |
| 5    | 1999年10月5日 | ISBN 4-09-151516-9 |
| 6    | 2000年3月4日  | ISBN 4-09-151517-7 |
| 7    | 2000年7月5日  | ISBN 4-09-151518-5 |
| 8    | 2001年1月10日 | ISBN 4-09-151519-3 |
| 9    | 2001年4月5日  | ISBN 409152119-3   |
| 10   | 2001年7月5日  | ISBN 4-09-152120-7 |

| 冊數   | 小學館        | 小學館                 |
| 冊數   | 發售日期      | ISBN                   |
| ------ | ------------- | ---------------------- |
| 1      | 2007年4月14日 | ISBN 978-4-09-193731-5 |
| 2      | 2007年5月15日 | ISBN 978-4-09-193732-2 |
| 3      | 2007年6月15日 | ISBN 978-4-09-193733-9 |
| 4      | 2007年7月14日 | ISBN 978-4-09-193734-6 |
| 5      | 2007年8月11日 | ISBN 978-4-09-193735-3 |
| 番外篇 | 2007年9月15日 | ISBN 978-4-09-193736-0 |

| 冊數 | 小學館        | 小學館                 |
| 冊數 | 發售日期      | ISBN                   |
| ---- | ------------- | ---------------------- |
| 1    | 2015年2月27日 | ISBN 978-4-09-186858-9 |
| 2    | 2015年3月30日 | ISBN 978-4-09-186859-6 |
| 3    | 2015年4月30日 | ISBN 978-4-09-186860-2 |
| 4    | 2015年5月29日 | ISBN 978-4-09-186863-3 |
| 5    | 2015年6月30日 | ISBN 978-4-09-186864-0 |

## 軼事
山本英夫曾說明人物角色命名原由，取自日本「UWF」（Universal Wrestling Federation）摔角團體內的選手，主要的有垣原賢人、高山善廣、安生洋二、船木誠勝及鈴木みのる等幾位職業摔角選手。

## 原創影片
- 「1 -イチ-」

- 製作團隊

- 監督：丹野雅仁
- 脚本：佐藤佐吉
- 製作：KSS Inc.

- 演出

- 城石一：大森南朋
- 赤熊大：TEAH
- 鬼鮫：千原浩史

## OVA
標題為《殺し屋1 THE ANIMATION EPISODE.0》2002年9月27日發售。
- 映像特典:対談「イチを創った男たち」(原作・山本英夫×精神科医・名越康文×脚本家・佐藤佐吉)/三池崇史アフレコ初体験/特報/劇場予告編
- 時間：50分
- 言語音聲：DD（立體音）

製作團隊
- 監督：石平信司
- 人物設計：二宮常雄
- 作画監督：大花松理、平林孝、八木元喜、加藤清司郎
- 分鏡：水野和則、中山勝一、帆村荘二
- 腳本：佐藤佐吉
- 美術監督：廣瀬義憲
- 色彩設計：友野亜紀子
- 攝影監督：大前亮介
- 編輯：岡田輝満
- 音樂：高瀬ゆい
- 音響監督：龜山俊樹
- 製作人：千葉善紀
- 動畫製作：AIC
- 製作：Media Suit

演出
- 阿一：鈴木千尋
- 垣原：三池崇史
- ジジイ：辻親八
- みどり：大原さやか
- 金田：山岸功
- 平野：宮田幸季
- 広瀬：阪口大助
- 今村：藤原泰浩
- 父：青山穣
- 母：斎藤恵理
- 次郎：小暮英麻
- 財務官：小形満
- 先生：吉田裕秋
- 店長：中嶋聡彦
- 師範代：飯島肇
- 道場の男：白鳥修馬
- ノブオ：伊丸岡篤
- ウェイトレス：多田桂子

## 外部連結
- 殺し屋1 - allcinema
- 殺し屋1 - KINENOTE
- AllMovie上《Ichi the Killer》的资料（英文）
- 互联网电影数据库（IMDb）上《Ichi the Killer》的资料（英文）